# Herman Geelmuyden
Herman Geelmuyden, né le 22 janvier 2002 à Bærum en Norvège, est un footballeur norvégien qui évolue au poste de milieu offensif au Stabæk Fotball.

## Biographie

### En club
Né à Bærum en Norvège, Herman Geelmuyden est formé par le Stabæk Fotball qu'il rejoint à l'âge de six ans. Il signe son premier contrat professionnel avec son club formateur à 15 ans, le 3 juillet 2017, le liant au Stabæk Fotball jusqu'en décembre 2019.
Geelmuyden joue son premier match d'Eliteserien, l'élite du football norvégien, le 23 juin 2019 face au Kristiansund BK. Il entre en jeu à la place d'Ola Brynhildsen et son équipe s'impose par un but à zéro.
Considéré comme l'un des meilleurs talents du Stabæk Fotball, Geelmuyden est rapidement repéré par plusieurs clubs étrangers comme le PSV Eindhoven où il fait notamment quelques essais,. Le 24 janvier 2020, Herman Geelmuyden s'engage en faveur du PSV Eindhoven. Il doit dans un premier temps intégrer l'équipe U19 du club.
Le 1er février 2021, Geelmuyden fait son retour au Stabæk Fotball, seulement un an après son départ. Il signe un nouveau contrat valable jusqu'en décembre 2023.
Il se fait remarquer le 4 avril 2022 en réalisant son premier doublé pour le club, lors de la première journée de la saison 2022, face au Skeid Fotball. Titulaire, il permet à son équipe de s'imposer par trois buts à deux.

### En sélection
Avec les moins de 16 ans, Geelmuyden joue sept matchs en 2018 et marque trois buts.
Herman Geelmuyden représente l'équipe de Norvège des moins de 20 ans, jouant deux matchs avec cette sélection en 2022.